# Koolstof-15
Koolstof-15 of 15C is een radioactieve isotoop van koolstof. De isotoop komt niet in de natuur voor. Het kan ontstaan door verval van boor-17.

## Radioactief verval
Koolstof-15 vervalt door bètaverval naar stikstof-15 en zendt daarbij - naast een elektron - ook een elektron-antineutrino uit:
{\displaystyle {\ce {{^{15}_{6}C}->{^{15}_{7}N}+{e^{-}}+{\bar {\nu }}_{e}}}}
Dit verval heeft een halveringstijd van ongeveer 2,5 seconden.
8C · 9C · 10C · 11C · 12C · 13C · 14C · 15C · 16C · 17C · 18C · 19C · 20C · 21C · 22C · 23C